# San Teodoro (Sicilia)
San Teodoro ('u Casali in siciliano) è un comune italiano di 1 214 abitanti della città metropolitana di Messina in Sicilia.
È un comune del parco dei Nebrodi.

## Storia
Le prime notizie documentate sul centro di San Teodoro risalgono al 1303, quando, il 23 maggio di quell'anno Federico III d'Aragona concesse il feudo a Giordano Romano. Morto Romano il feudo passò nelle mani della moglie Margherita Campolo e successivamente nelle mani della famiglia di quest'ultima. Dapprima alla maggiore delle due figlie, Isolda, e successivamente, alla morte di questa, alla sorella minore, Floretta. Dopo la morte di Floretta il feudo passò alla zia Bella che il 6 ottobre del 1402 lo donò al nipote Paolo Campolo. A Paolo succedette, dopo il primogenito, il figlio minore Geronimo, nel 1510.

Nel 1633 Giacomo Campolo fu onorato del titolo di Marchese di San Teodoro. Nel 1674 la Regia Corte s'incorporò il titolo e lo vendette a Francesco Maria Bruno quattro anni dopo; in seguito il titolo venne restituito alla famiglia dei Campolo. Francesco Campolo, non avendo discendenti, donò il titolo di Marchese di San Teodoro, con atto notarile del 4 settembre 1729 celebrato da notar Diego Bansoti di Messina, al nipote, già Barone di San Teodoro (o Santo Todaro), Francesco Mazzeo, che venne investito il 1º marzo 1731. Il 17 ottobre 1678 il territorio di San Teodoro venne acquistato da Mario Parisi col titolo di barone; il figlio Francesco vendette il feudo a Diego Brunaccini che fu il primo ad essere nominato Principe di San Teodoro.
Il primo nucleo abitato era sito nell'attuale contrada Fondachello, sulle rive del torrente Troina-Serravalle, a poca distanza dalla regia trazzera Palermo-Messina per le montagne. La tradizione vuole che in quel luogo sorgesse una piccola chiesetta in ricordo del passaggio del martire omonimo agli inizi del IV secolo. 
Ma un'epidemia di malaria, sul finire del XVII secolo, costrinse gli abitanti del paese a trasferirsi stabilmente alle falde del monte Abate, luogo più salubre; ciò determinò un cospicuo incremento della popolazione.
Nel 1692 il Principe fece costruire la prima casa del paese e la chiesa dedicata a Maria SS. Annunziata, e affidò il patronato cittadino sotto la protezione di San Gaetano.

### XX secolo
Nel 1908 venne istituito l'ufficio postale, nel 1911 quello telegrafico. Nel 1929 il comune fu soppresso e aggregato a Cesarò, ma nel 1940 fu ricostituito. Nel 1939 fu costruito Borgo Giuliano, un borgo rurale voluto dal regime fascista, oggi abbandonato. Nei primi anni cinquanta San Teodoro raggiunse il proprio picco demografico, grazie anche alla costruzione della diga di Ancipa che assicurò lavoro a molti operai. Successivamente però cominciò l'emigrazione verso il Nord Italia o altre zone con maggiori possibilità di impiego.

### Simboli
Lo stemma e il gonfalone sono stati concessi con decreto del presidente della Repubblica del 20 giugno 1963.
Lo stemma si può blasonare: d'azzurro, alla fascia d'argento, attraversata da un leone di rosso, sostenuto da un monte all'italiana di tre colli di verde, fondato in punta.
Il gonfalone è un drappo partito di azzurro e di bianco.

## Monumenti e luoghi d'interesse

### Architetture religiose
- Chiesa di Maria Santissima Annunziata (chiesa madre) 1692.

## Società
Dal 2022 la città fa parte del progetto del Primo parco mondiale dello stile di vita mediterraneo insieme ad altre 103 città del centro Sicilia.

### Evoluzione demografica
Abitanti censiti

## Economia
L'economia di San Teodoro è basata per la maggior parte su agricoltura e allevamento.

## Amministrazione
Di seguito è presentata una tabella relativa alle ultime amministrazioni che si sono succedute in questo Comune.
| Periodo        | Periodo        | Primo cittadino      | Partito              | Carica  | Note  |
| -------------- | -------------- | -------------------- | -------------------- | ------- | ----- |
| 25 maggio 1985 | 21 maggio 1990 | Vincenzo Leanza      | Democrazia Cristiana | Sindaco | [ 9 ] |
| 21 maggio 1990 | 14 giugno 1994 | Vincenzo Leanza      | Democrazia Cristiana | Sindaco | [ 9 ] |
| 14 giugno 1994 | 25 maggio 1998 | Francesco Antibo     | lista civica         | Sindaco | [ 9 ] |
| 25 maggio 1998 | 27 maggio 2003 | Francesco Antibo     | lista civica         | Sindaco | [ 9 ] |
| 27 maggio 2003 | 17 giugno 2008 | Salvatore Sirna      | lista civica         | Sindaco | [ 9 ] |
| 17 giugno 2008 | 5 giugno 2009  | Salvatore Sirna      | lista civica         | Sindaco | [ 9 ] |
| 19 giugno 2009 | 8 luglio 2013  | Salvatore Agliozzo   | lista civica         | Sindaco | [ 9 ] |
| 11 giugno 2013 | 10 giugno 2018 | Salvatore Agliozzo   | lista civica         | Sindaco | [ 9 ] |
| 11 giugno 2018 | 29 maggio 2023 | Valentina Costantino | lista civica         | Sindaco | [ 9 ] |
| 30 maggio 2023 | in carica      | Salvatore Agliozzo   | lista civica         | Sindaco | [ 9 ] |

### Altre informazioni amministrative
San Teodoro, dopo la divisione musulmana della Sicilia, apparteneva al Val Demone, ma dopo l'emanazione del Regno di Sicilia, che modificò l'antica divisione, venne assegnato alla Provincia di Messina e al Distretto di Mistretta. I primi registri del Comune risalgono al 1820. Per il decennio che va dal 1929 al 1939, fece parte del comune di Cesarò. Ritornò libero comune nel 1939.
Il comune di San Teodoro fa parte delle seguenti organizzazioni sovracomunali: regione agraria n.1 (Montagne interne Nebrodi nord-occidentali).

## Galleria d'immagini

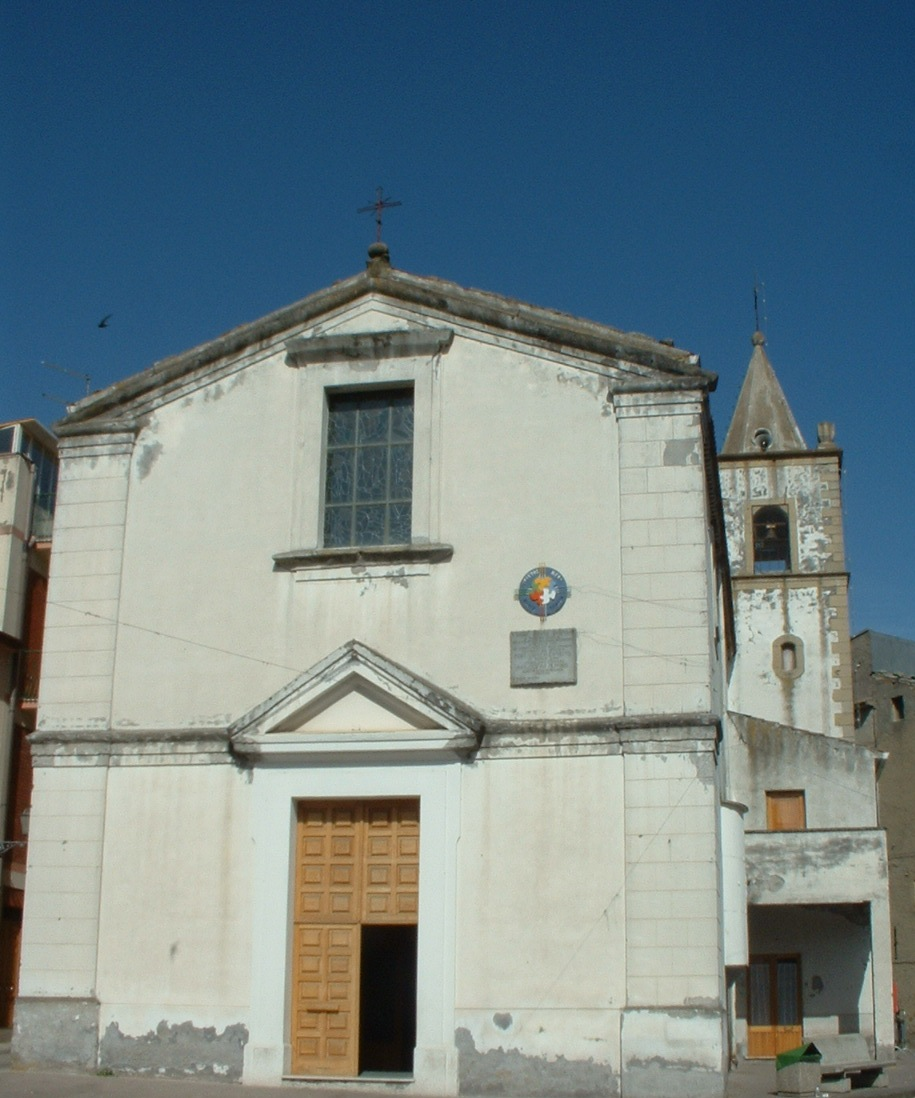
Chiesa Madre di Maria SS. Annunziata
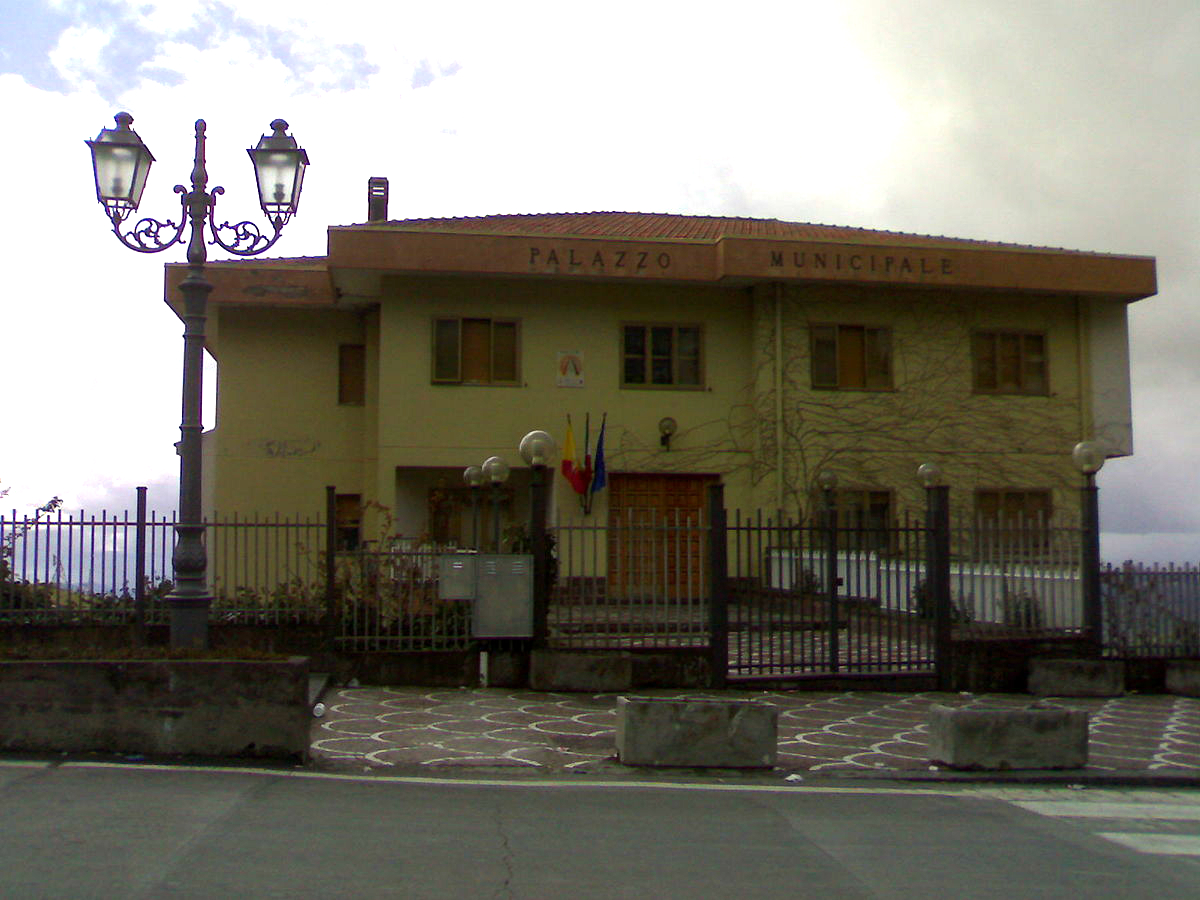
Palazzo municipale